# Antonina Żabińska

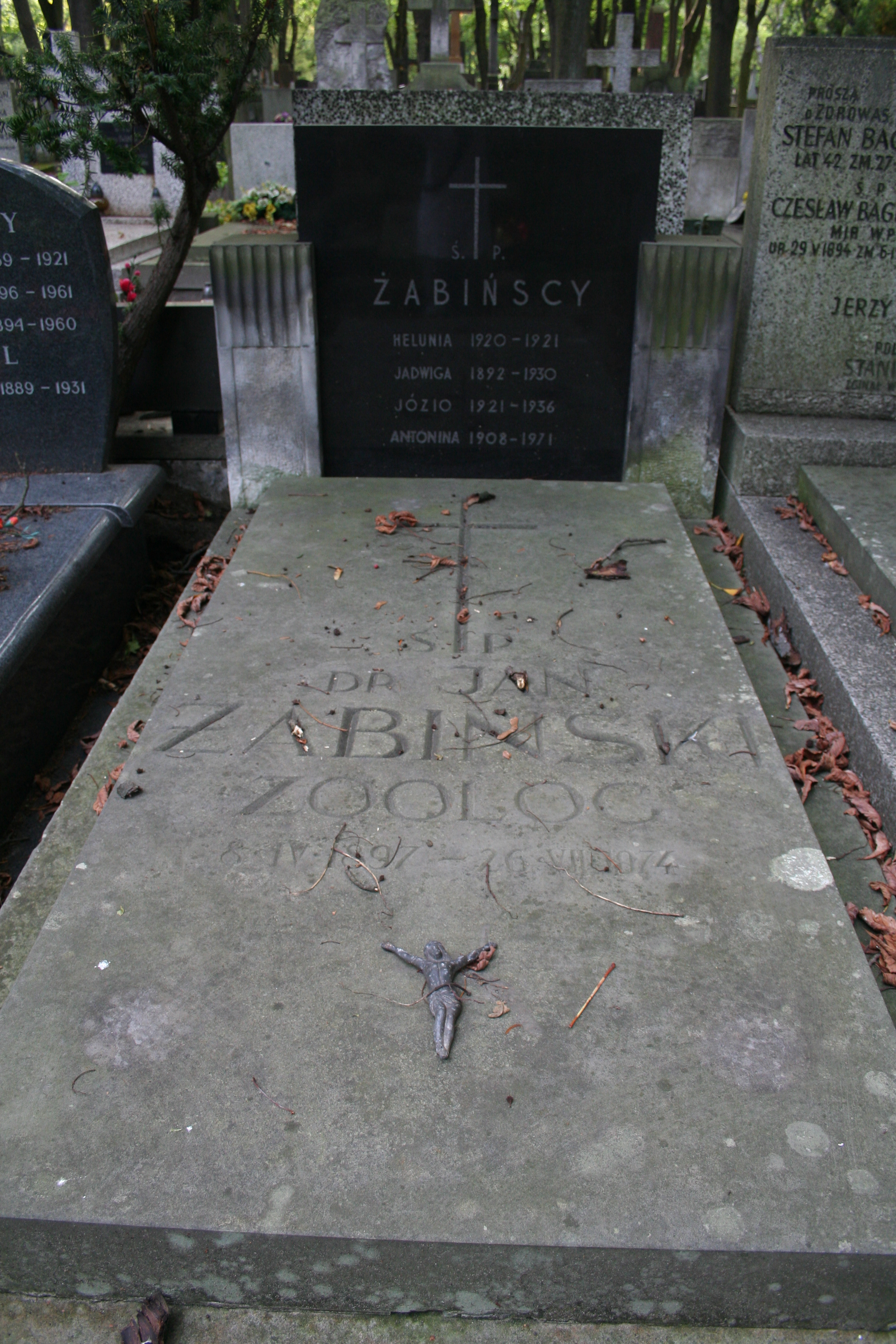
Grób Jana i Antoniny Żabińskich na warszawskim cmentarzu Powązkowskim

Antonina Maria Żabińska, z d. Erdman (ur. 18 lipca 1908 w Petersburgu, zm. 19 marca 1971 w Warszawie) – polska pisarka, przez męża Jana Żabińskiego związana z Ogrodem Zoologicznym w Warszawie.

## Życiorys
Była córką Antoniego Erdmana, inżyniera kolejnictwa. Jej matka, Maria z domu Biedunkowicz, zmarła, gdy była jeszcze dzieckiem. Ojciec został zamordowany przez bolszewików. Antoniną zaopiekowała się ciotka, z którą zamieszkała w Taszkiencie. W 1923 przyjechała do Warszawy. Uczyła się języków obcych, rysunku i malarstwa. Podjęła pracę jako archiwistka w Szkole Głównej Gospodarstwa Wiejskiego.
Debiutowała opowiadaniem Pamiętnik żyrafy w piśmie Moje pisemko (1934), w 1936 roku opublikowała Jak białowieskie rysice zostały Warszawiankami (jako pierwszy tom serii Opowieści przyrodnicze). W 1939 ukazała się jej książka Dżolly i S-ka, która miała wiele wydań powojennych (z podtytułem Z dziejów warszawskiego Ogrodu Zoologicznego).
W czasie II wojny światowej razem z mężem ukrywała na terenie opustoszałych pomieszczeń zoo Żydów, m.in. uciekinierów z warszawskiego getta. 21 września 1965 roku otrzymała wraz z nim tytuł Sprawiedliwej wśród Narodów Świata. Antonina Żabińska dbała w tym czasie nie tylko o ukrywających się ludzi, ale także o zwierzęta, którym udało się przetrwać (wiele zwierząt zginęło w wyniku bombardowań w 1939 lub zostało zjedzonych przez głodujących mieszkańców stolicy): wydry, borsuka, szczeniaki hien oraz małe rysie.   
Po wojnie opublikowała przeznaczone dla młodszych czytelników tomy Rysice (1948) i Borsunio (1964). W 1968 roku wydała wspomnienia Ludzie i zwierzęta, w których przedstawiła m.in. swoją działalność okupacyjną. W 1970 roku ukazała się jej ostatnia książka Nasz dom w ZOO poświęcona warszawskiemu zoo.
Została pochowana na cmentarzu Powązkowskim w Warszawie (kwatera 212-3-4).
W 2007 roku Diane Ackerman, wykorzystując jej wspomnienia Ludzie i zwierzęta, uczyniła z niej bohaterkę swojej książki The Zookeeper’s Wife (wyd. polskie Azyl. Opowieść o Żydach ukrywanych w warszawskim ZOO (2009)). Książka ta została zekranizowana w 2017, w filmie Antoninę Żabińską zagrała Jessica Chastain.
W 2008 została pośmiertnie odznaczona Krzyżem Komandorskim Orderu Odrodzenia Polski.

## Życie prywatne
8 kwietnia 1931 wyszła za mąż za Jana Żabińskiego (1897–1974) – zoologa, fizjologa, popularyzatora zoologii, wieloletniego dyrektora Ogrodu Zoologicznego w Warszawie, powstańca warszawskiego. Mieli dwoje dzieci: Ryszarda (1936–2019) i Teresę (1944–2021), po mężu Zawadzką.

## Upamiętnienie
- Antoninę Żabińską i jej męża upamiętnia jedna z tablic Praskiej Galerii Sław wmurowanych w chodnik ul. Stalowej w Warszawie w 2017 roku[9].
- Tablica pamiątkowa odsłonięta w 2021 roku na fasadzie willi Pod Zwariowaną Gwiazdą[10].
- W październiku 2022 roku nazwę Miejski Ogród Zoologiczny w Warszawie zmieniono (od 1 stycznia 2023 roku) na Miejski Ogród Zoologiczny im. Antoniny i Jana Żabińskich w Warszawie[11][12].